# Métemma
Métemma (Ge'ez: መተማ) (aussi appelée Métemma Yohannes) est une ville du nord-ouest de l'Éthiopie située à la frontière avec le Soudan. Située dans la zone Semien Gonder de la région Amhara, la ville est à 12° 58′ N, 36° 12′ E. De l'autre côté de la frontière se trouve le village soudanais de Gallabat. Cette ville est connue pour avoir été le théâtre de la bataille de Metemma.